# Botscheberg
Der Botscheberg, auch Bosselberg genannt, ist eine abgegangene mittelalterliche Turmhügelburg (Motte) am Westrand von Vehlefanz, das zur Gemeinde Oberkrämer im Landkreis Oberhavel in Brandenburg gehört.

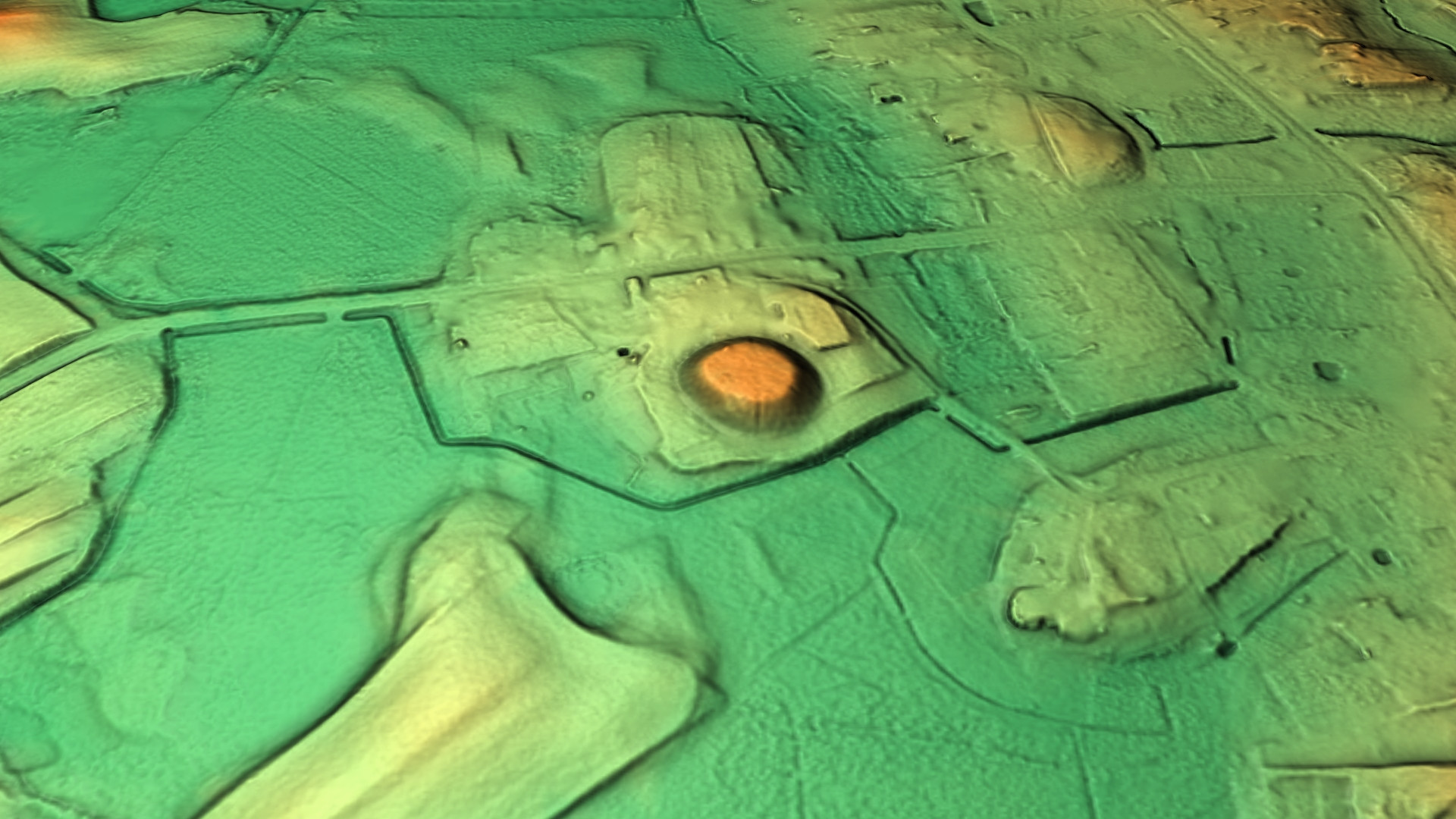
3D-Ansicht des digitalen Geländemodells

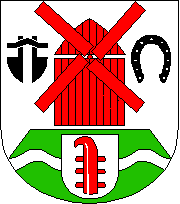
Der Botscheberg (grün) im Vehlefanzer Wappen

Der künstliche kegelstumpfförmige Burghügel mit einem oberen Durchmesser von etwa 30 m befindet sich in einer kleinen sumpfigen Niederung im zentralen Teil des Ländchens Glien. Form und Größe deuten auf das 10. Jahrhundert als Bauzeit. Damit würde sie im Zusammenhang mit der ersten Ostexpansion ab etwa 930 stehen. Der Hügel war ursprünglich von einem Graben umgeben und wies eine Art Vorburg an der Nordostseite auf, die aber heute verschwunden ist. Archäologische Funde bestanden aus slawischen und frühdeutschen (12. Jahrhundert) Scherben sowie vereinzelt Natursteinen mit Kalkmörtelresten, die ein ehemaliges Feldsteingebäude mit Fachwerkaufbau vermuten lassen.
Der Zweck dieses Turmhügels ist noch strittig. Auffällig ist aber, dass er exakt in der Mitte zwischen den ehemaligen slawischen Burgen Tietzow und Bötzow (heute Oranienburg) liegt, die beide eine Tagesreise von 25 km voneinander entfernt sind. Das könnte auch den Namen Botscheberg (Bötzowberg) erklären – man konnte vom Turm die Burg Bötzow sehen. Im 11. Jahrhundert ist nach dem archäologischen Befund wieder mit einer Nutzung durch Slawen zu rechnen, bevor der Hügel im 12. oder 13. Jahrhundert in die Burg Vehlefanz einbezogen wurde.
Auch in der weiteren Umgebung von Vehlefanz sind keine ähnlichen Turmhügel bekannt. Die nächsten befinden sich in der Prignitz.